# Френсіс О'Доннелл
Френсіс О'Доннелл (англ. Francis Martin O'Donnell; 12 березня 1954) — ірландський дипломат. Координатор системи ООН в Україні, Постійний представник ПРООН в Києві.

## Біографія
Народився 12 березня 1954 року в місті Дублін. О'Доннелл є ірландський барон і лицар Суверенного Військового Ордена Госпітальєрів Святого Іоанна Єрусалимського, Родосу і Мальти, більш відомого як Суверенного Мальтійського Ордену. Син ірландського професійного військового. О'Доннелл вивчав філософію і економіку в Національному університеті Ірландії (University College Dublin), в університеті здобув ступінь у галузі філософії та економіки в 1975 році. У 23-річному віці він почав свою кар'єру як волонтер Об'єднаних Націй в Африці. О'Доннелл присвятив 30 років активному захисту розвитку, миру, демократії та прав людини. З 1976 року працював у системі ООН у Судані, Лесото, Мавританії, Нігері, Швейцарії, Туреччині, у Сполучених Штатах Америки й останнім часом — у Сербії та Чорногорії. Він також виконував доручення під час короткочасних місій у майже 40 країнах в Африці, Азії, на Близькому Сході, в країнах Центральної та Східної Європи, у Північній Америці та в країнах Карибського басейну.
З 2004 по 2009 — Координатор системи ООН, постійний представник ПРООН в Києві.
З грудня 2009 по березень 2013 — Надзвичайний і Повноважний Посол Суверенного Військового Мальтійського Ордену в Словацькій Республіці.